# Agulhas nationalpark
Agulhas nationalpark ligger vid Afrikas sydligaste udde, Kap Agulhas, i Västra Kapprovinsen i Sydafrika. Den sträcker sig mellan orterna Gansbaai i väst och Struisbaai i öst. Längden är ungefär 72 km och bredden varierar mellan 7 och 25 km.
Nationalparken kännetecknas av en stor artrikedom som kan jämföras med den tropiska regnskogen. Här lever cirka 2 000 växtarter, däribland 100 endemiska arter och 110 rödlistade arter. Den karakteristiska buskvegetationen kallas för fynbos.
Parken består huvudsakligen av slättland längs kustlinjen men några kullar av kalksten ligger 500 meter över havet. I havet lever sydkapare och flera hajar, bland annat vithaj. I nationalparken iakttogs 24 kräldjursarter, 230 fågelarter och 81 landdäggdjur. I en större koloni av sydafrikansk pälssäl föds varje år 8 000 ungar.
Klimatet är mediterrant med en genomsnittlig lufttemperatur på 15°C. Nederbördsmängden varierar mellan 400 och 600 mm, regn faller främst mellan maj och september.